# Football Club Dodo Curepipe
Maillots
Le Football Club Dodo Curepipe ou FC Dodo est un club mauricien de football, basé à Curepipe. C'est l'un des clubs les plus titrés de l'île Maurice, 13 fois champion sous la période britannique jusqu'à l'indépendance du pays.

## Palmarès
- Championnat de Maurice (13)
  - Champion : 1938, 1939,1944, 1945, 1946, 1948, 1951, 1953, 1957 (titre partagé), 1959, 1964, 1966, 1968

- Coupe de Maurice (4)
  - Vainqueur : 1957, 1960, 1961, 1966
  - Finaliste : 1962